# Yumbel (kommun)
Yumbel är en kommun i Chile.   Den ligger i provinsen Provincia de Biobío och regionen Región del Biobío, i den södra delen av landet, 400 km söder om huvudstaden Santiago de Chile.
I omgivningarna runt Yumbel växer huvudsakligen savannskog. Runt Yumbel är det ganska glesbefolkat, med 43 invånare per kvadratkilometer.